# متحف شارل أزنافور

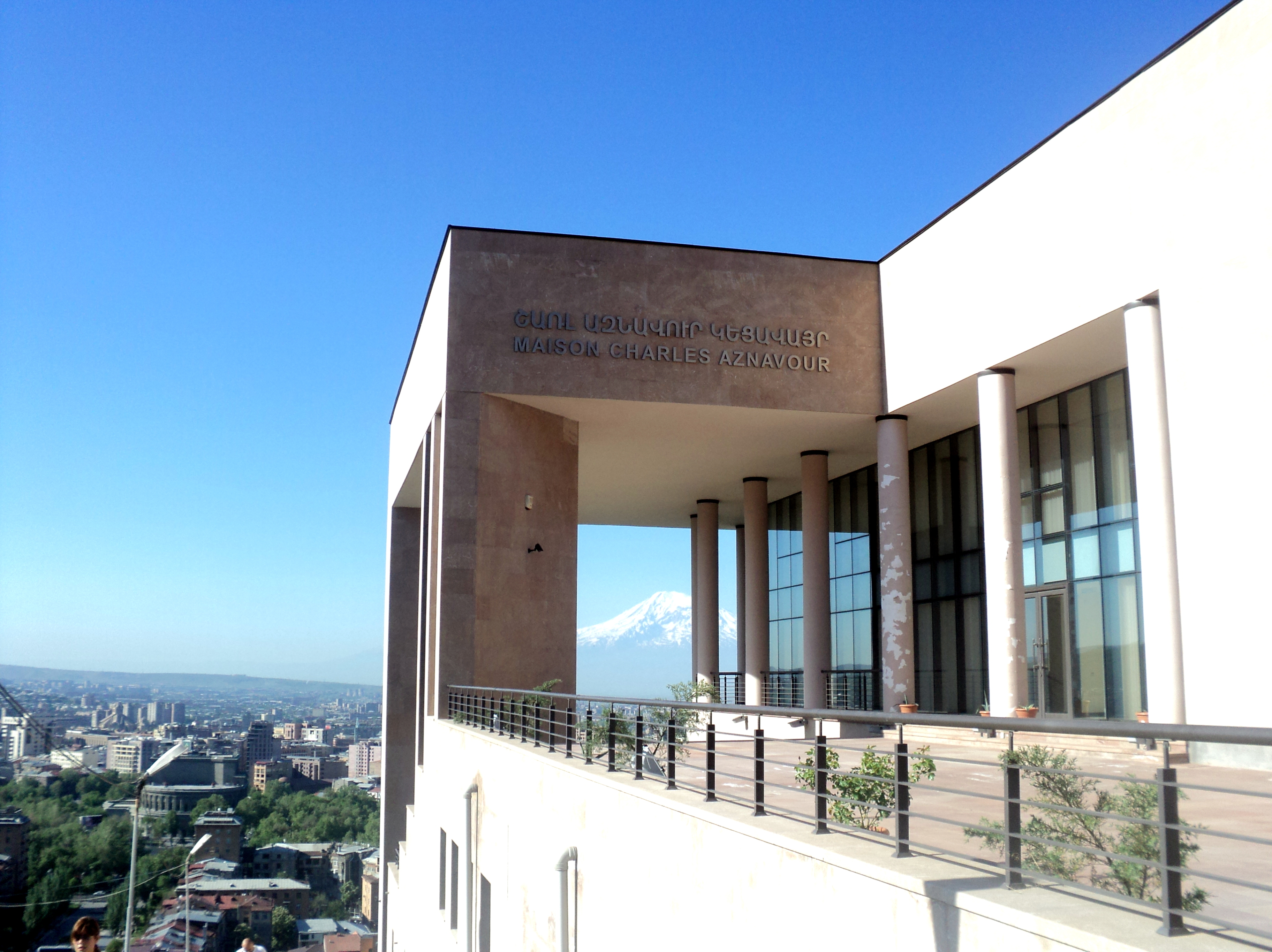
متحف شارل أزنافور

متحف شارل أزنافور أو دار شارل أزنافور، متحف مخصص لمسيرة المغني المشهور شارل أزنافور.
يقع المتحف على قمة موقع كاسكيد في مدينة يريفان بأرمينيا. و قد قام بتصميمه المهندس نارك ساركيسيان.

## وصفه
فتح المتحف أبوابه في عام 2011 . و يتكون من قاعة للحفلات الموسيقية في الهواء الطلق وشقة كان يظل شارل أزنافور بها في بعض الأحيان .
تتكون مجموعته أساسا من سجلات وكتب ومكافآت الفنان الموسيقية إضافة إلى ملصقاته وصور الفوتوغرافية . بعض القطع كانت بالأصل هدايا من قبله.
في 1 يونيو 2017 ، حضر الرئيس سركسيان حفل تسليم مفتاح منزل لشارل أزنافور.

## الإفتتاح
أقيمت للمتحف الذي استثمرت الحكومة الأرمنية 1.84 مليون دولار لإنشائه افتتاحية مهمة في 7 أكتوبر 2011 حضرها كل من الرئيس الفرنسي نيكولا ساركوزي ، والرئيس الأرميني سيرج سركيسيان وشارل ازنافور نفسه.

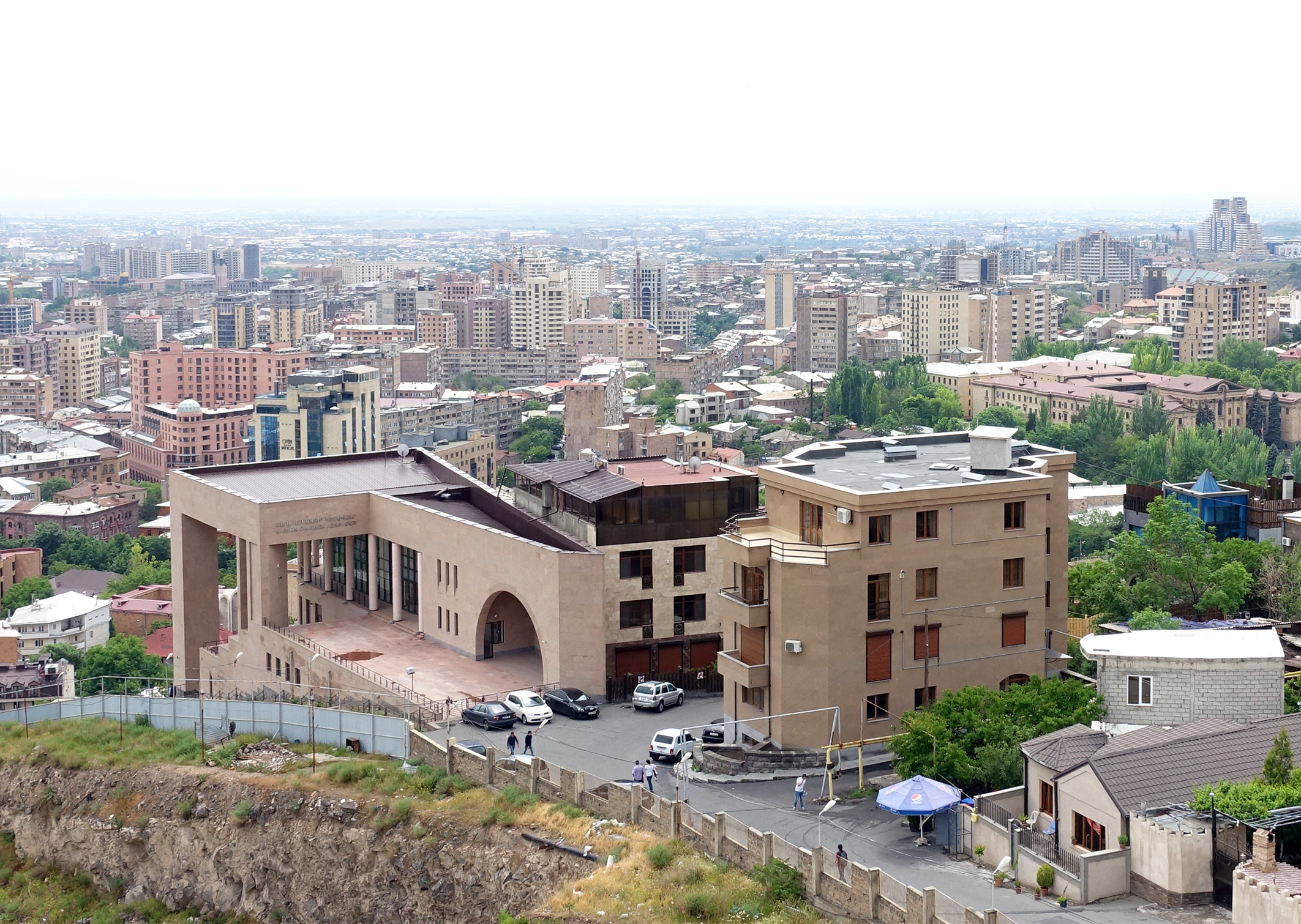
المتحف من أعلى
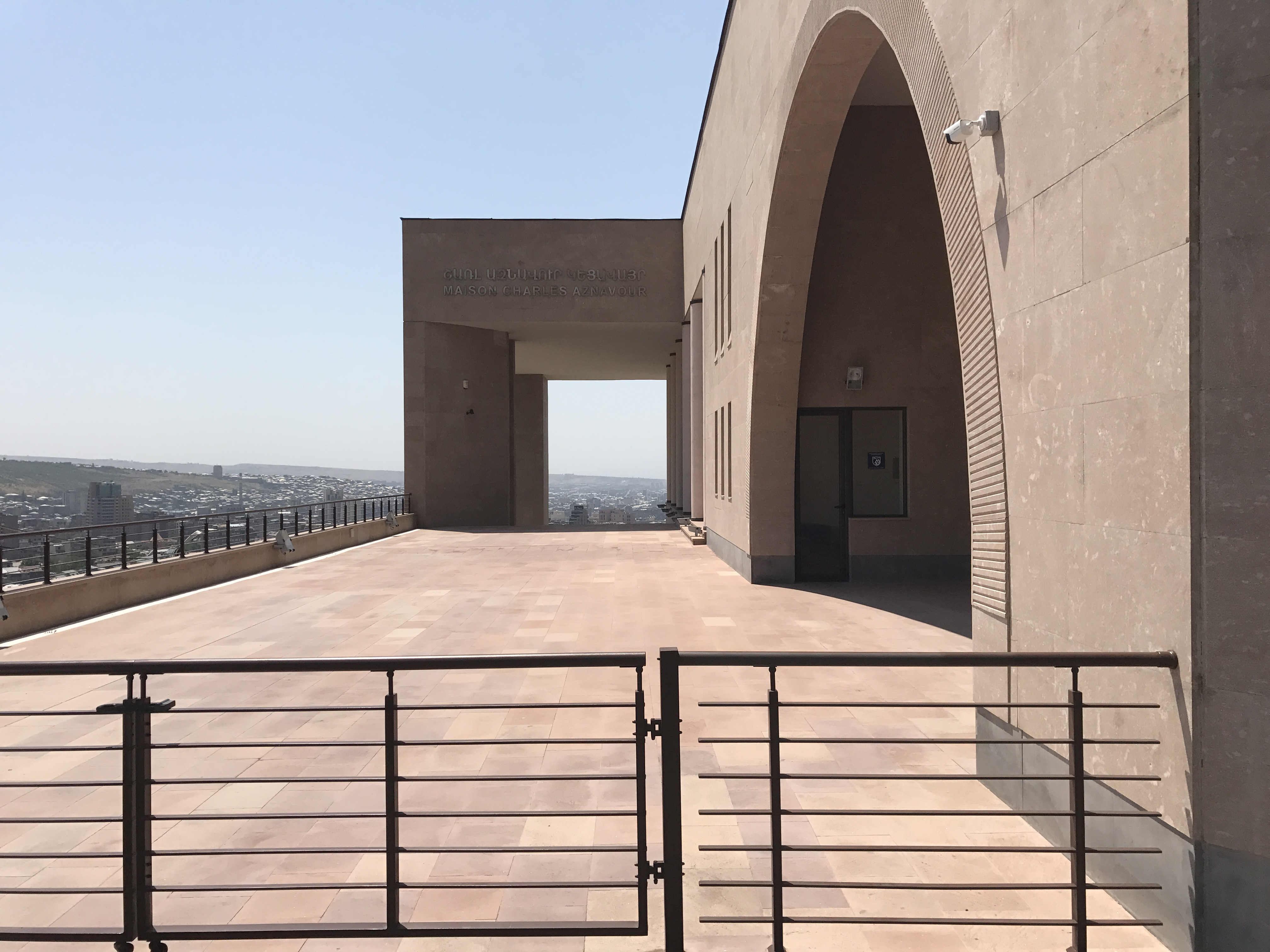
قاعة الهواء الطلق
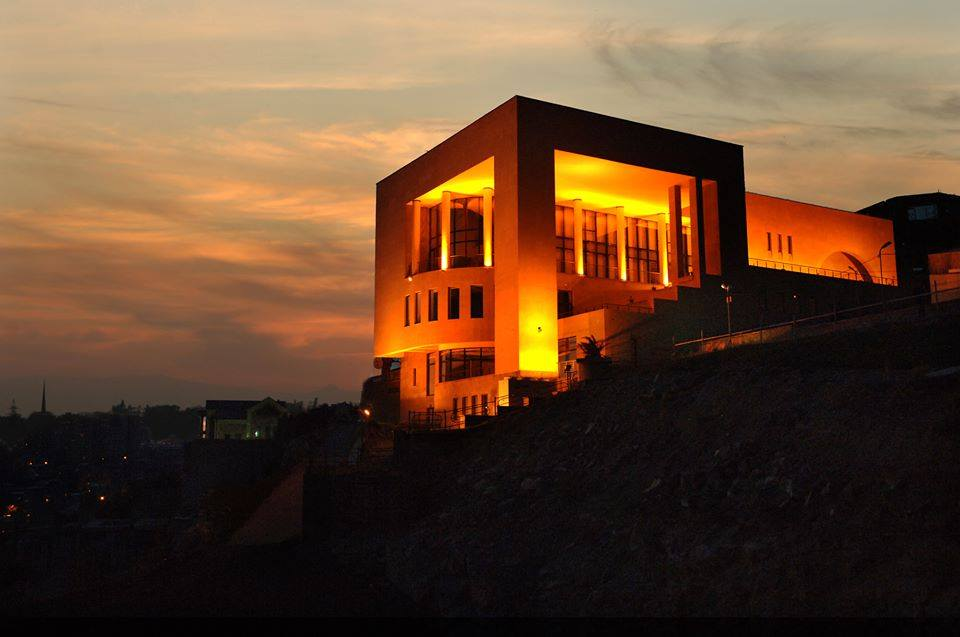
المتحف بالليل
موقع كاسكاد